# Язовицкая, Эльза Эдуардовна
Эльза Эдуардовна Язови́цкая (Вингер) (1907—1967) — советский музыковед, педагог.

## Биография
Родилась в апреле 1907 года в Санкт-Петербурге. В 1929 окончила Курсы иностранных языков при ЛГПИ имени А. И. Герцена.
В 1929—1930 годах преподавала немецкий язык в Трудовой школе и на вечернем Рабфаке (Боровичи, Ленинградская область). В 1930—1931 годах — делопроизводитель в ЛГВетИ, 1931—1932 — делопроизводитель и табельщик в артели «Медсантруд».
Первоначальное музыкальное образование получила на Курсах музыкального образования Василеостровского района.
Поступила на радиоотделение Консерватории (упразднено в 1933). В 1937 году окончила ЛГК имени Н. А. Римского-Корсакова по специальности «музыковедение» под руководством С. Н. Богоявленского, в 1940 году — аспирантуру по теории музыки под руководством Ю. Н. Тюлина.
Преподавала: в ЛГК имени Н. А. Римского-Корсакова анализ музыкальных форм (1938—1941; 1944—1948); в Первом музыкальном училище (Первом музыкальном училище) — историю западноевропейской музыки в (1936—1939); в музыкальном училище при Консерватории — курса «Анализ музыкальных форм» (1943-?).
Старший научный сотрудник ГНИИТиМ (май — август 1941, июнь 1942-?)

## Семья
- дочь — Фонякова, Элла Ефремовна (1934—2012) — художник и писательница, автор повести о ленинградской блокаде «Хлеб той зимы», четырёх поэтических сборников.
- муж - Язовицкий Ефрем Владимирович (1904 — 1981) — педагог, специалист в области эстетического воспитания. Доктор педагогических наук, профессор. Автор свыше сорока научных работ, в том числе книг «Выразительное чтение как средство эстетического воспитания» (1959 и 1963), «Говорите правильно: Эстетика речи» (1964 и 1969)

## Признание
- Государственная премия РСФСР имени М. И. Глинки (1967 — посмертно) — за музыковедческую работу «Атлас музыкальных инструментов народов СССР» (совместно с Г. И. Благодатовым и К. А. Вертковым)

## Труды
Автор монографий об А. С. Аренском, Н. Н. Норовом, М. Д. Резвом, научных работ «Н. А. Римский-Корсаков по письмам разных лет 1856—1864 гг.», «Лирический Альбом на 1829 год, изданный Глинкой и Павлищевым», «Лирический Альбом на 1832 год, изданный Ласковским и Норовым» (хранятся в РИИИ).